# 계백 장군 유적 전승지
계백 유적 전승지(階伯遺蹟傳承地)는 남부여 말기 계백 장군의 묘로 추정되는 곳이다. 대한민국 논산시 부적면 신풍리에 있다. 1989년 12월 29일 충청남도의 기념물 제74호로 지정되었다.
660년, 나당 연합군이 남부여를 정복할 때 5천 명의 결사대를 이끌고 신라의 명장 김유신이 이끄는 신라의 5만 정예군과 4차례에 걸쳐 전투를 치렀으나, 결사대는 전멸하고 계백도 사망하였다. 미신에 따르면, 이 무덤은 계백 장군의 시신을 몰래 거두어 가매장한 것이라 한다. 조선 숙종 6년(1680년)에 충곡서원을 건립하고 향사를 지내오다가 근래에는 묘소에서 묘제로 바꾸었다.

## 개요
민간에 내려오는 미신에 따르면, 성충(成忠), 흥수(興首)와 더불어 남부여의 삼충신으로 언급되는 계백의 무덤으로 추정된다.
660년, 나·당 연합군이 남부여의 요충지인 탄현과 백강으로 진격해오자, 계백은 5천의 병사로 황산벌에서 신라의 명장 김유신의 5만 정예군에 맞서 싸웠다. 계백은 전투를 위해 부인과 자식을 직접 살해했다고 한다. 4번의 소전투에서 신라군을 막아내었으나, 신라 화랑들의 용맹스러운 활약으로 인해 결국 최후를 맞았다.
이곳을 계백 무덤으로 추측하는 이유는 옛 문헌에서 계백의 목이 잘렸다고 전하는 ‘수락산’과 시신을 몰래 가매장했다는 ‘가장곡’이 바로 이곳이라는 점과 계백의 위패를 모신 충곡서원이 바로 뒷편에 있기 때문이다.
원래 무덤 일원은 돌덧널(석곽)이 노출된 채 방치되어 있었는데, 박정희 정부 당시 보수 작업을 수행하여 복원되었다.

## 안내문
남부여의 계백 장군묘로 추정되는 곳으로 전란이 끝난 후 유민들이 장군의 시신을 거두어 매장하였다고 전해 온다. 4~50년 전 묘가 노출되었을 때 철제무기가 나온 적도 있다 하며, 주위에 충장산, 충훈산, 수락산이라는 지명이 있고, 묘소 일대를 가장골이라고 부르고 있다. 계백은 의자왕 때의 무신으로 성충, 흥수와 함께 남부여의 삼충신으로 꼽힌다. 660년 나당연합군이 사비성에 온다고 하는 소식들이 들리자 탄현을 넘어 오는 신라 정예군을 막기 위하여 곧 죽을 결사대 5천을 이끌고 황산벌에 나가 최후의 결전을 벌였다. 4번의 접전에서 신라군을 막아냈으나 신라 화랑들로 인해 사기가 꺾여 최후를 맞았다. 묘소 부근에 있는 충곡서원에 주향으로 모셨고, 부여의 삼충사에도 배향되었다. 최근 묘역 내에 홍살문과 삼문 그리고 사당을 세웠다.

## 참고자료
- 계백 장군 유적 전승지 - 국가유산청 국가유산포털